# Regencia de Fakfak
Kabupaten Fakfak o regencia de Fakfak es uno de los kabupaten o regencias de la provincia de Papúa Occidental, en Nueva Guinea Occidental, Indonesia. Su capital es la ciudad de Fakfak. Este kabupaten abarca una superficie de 14.320 km² y cuenta con una población de 66.828 habitantes (2010). Es famoso por la producción de nuez moscada, (pala en Bahasa Indonesia) haciendo que esta ciudad se conozca también como "Kota Pala" (la ciudad de la nuez moscada).

## Geografía

### Población
La regencia se divide en 9 distritos y sus principales ciudades son Fakfak y Kaimana. La densidad de población media es baja, 4,67 habitantes/km², pero alcanza 40,49 en el distrito de la capital. De los 125 pueblos con los que cuenta la región, 67 se encuentran en la zona costera, donde se concentra la mayoría de la población, y 58 en el interior, en valles y zonas montañosas. La tasa de crecimiento es alta, especialmente en las zonas urbanas costeras donde se registra un alto porcentaje de inmigración de otras provincias indonesias.

### Clima
Las temperaturas medias oscilaron entre 21,6 °C y 30,7 °C en 2008, con una humedad relativa de 84,8%. La pluviometría media registrada ese año fue de 2.106 mm pero alcanzó 3.811 mm en 2012.
La regencia de Fakfak tiene dos estaciones claramente diferenciadas: la estación seca, de junio a septiembre, en la que predominan vientos relativamente secos procedentes de Australia; y la estación lluviosa, de diciembre a marzo, en la que los vientos que soplan desde Asia y el Pacífico traen un alto grado de humedad. Los meses intermedios constituyen estaciones de transición.

### Economía
81,5% del territorio de la regencia está cubierto por selvas ecuatoriales vírgenes (1.131.988 hectáreas), de las que 48.572 ha corresponden a bosque protegido y 79.036 ha a reservas naturales. En cuanto a las superficies dedicadas a la explotación maderera, 472.197 ha son «bosques de producción permanente», 268.386 ha «bosques de producción limitada», 238.732 ha «bosques de conversión», y 25.064 ha se denominan «áreas de otra utilización».
La economía de la regencia se basa principalmente en la agricultura, cuyo producto estelar es la nuez moscada. En 2010 las plantaciones cubrían 12.103,83 ha con una producción media de 1.288 toneladas al año. Las tierras dedicadas a su producción siguen aumentando año tras año.
La región tiene un gran potencial minero todavía sin explotar, y se están llevando a cabo prospecciones en varios distritos. Los sondeos revelan presencia de gas natural, oro, hierro y carbón.

## Etimología del nombre
Según fuentes locales, el nombre original de la región sería Pakpak, que significa "lugar de guerra" debido a la presencia de muchos clanes guerreros. Cuando llegaron los holandeses, cambiaron el nombre a Fakfak porque el nombre original les resultaba difícil de pronunciar.

## Religión
La regencia de Fakfak es la única regencia de Papua cuyos habitantes son mayoritariamente musulmanes desde hace siglos, cuando la región tenía estrechos lazos con el sultanato de Tidore. Según datos de la Oficina Central de Estadísticas de Indonesia de 2009-2011, 50 % de la población es musulmana y 25 % protestante o católica.